# 陈钦文
陈钦文（1908年—1941年），黄埔军校第六期步科。毕业后历任排、连、营、副团长。抗战期间，曾参加南口战役、信阳战役等，后任汤恩伯部第13军110师330团上校团长，在豫南会战中牺牲。时年仅33岁。

## 牺牲过程
1941年1月底，豫南会战爆发。1月底，汤恩伯第31集团军第13军110师在尚店（今属河南舞钢市）一带阻击日军第3师团。110师师长吴绍周命330团在陈钦文的率领下，阻击沿公路北上的大批日军。陈钦文在与日军抢夺将军墓高地时，身先士卒爬山仰攻。因其身着蓝灰色棉咔叽布军服，被山上日军狙击手发现并击中，身中数枪殉国。但另据《第三十一集团军豫南会战战斗详报》，陈钦文是在1941年2月4日于追击由方城向南进犯南阳的日军过程中，率部冲入敌阵激战而亡的。